# Джапаров, Рахат Какаджанович
Рахат Какаджанович Джапаров (туркм. Rahat Kakajanowiç Japarow; род. 22 января 1996, Мары) — туркменский футболист, вратарь. Выступал в национальной сборной Туркменистана.

## Карьера
Футболом начал заниматься в 7 лет в ашхабадской СДЮШОР. Во время получения высшего образования в России числился игроком команды «Домодедово». Начал свою профессиональную карьеру в Туркменистане в 2018 году в составе команды «Копетдаг».
В марте 2020 году Джапаров перешёл в кыргызстанскую «Абдыш-Ату». 7 августа 2020 года Джапаров дебютировал в основном составе команды в матче чемпионата Кыргызстана с «Алаем» (1:1).
В начале 2021 года был заявлен за клуб «Бухара», выступавший в Профессиональной футбольной лиге Узбекистана. 21 апреля 2021 года в матче Кубка Узбекистана против «Динамо» (1:1) дебютировал за основной состав «Бухары», встав в ворота с первых минут матча. Покинул клуб в июле 2021 года расторгнув контракт с клубом. За первую половину сезона Джапаров сыграл 2 матча, пропустив в общей сложности 8 мячей.
В августе 2021 года в качестве свободного агента перешёл в таджикистанский ЦСКА (Душанбе), подписав контракт до конца года. 20 августа 2021 года дебютировал в составе ЦСКА в матче 17-го тура чемпионата Таджикистана-2021 против «Худжанда», пропустив один гол.
13 января 2022 года Джапаров вернулся в «Абдыш-Ату» и подписал с клубом однолетний контракт.

## Сборная
Играл за юношескую сборную Туркменистана. В январе 2015 года был впервые вызван в молодёжную сборную Туркменистана, для участия в Кубке содружества 2015. Провёл на турнире 2 матча.
С 2019 года стал привлекаться в национальную сборную Туркменистана. Дебютировал в сборной 16 ноября 2023 года в матче против Узбекистана (1:3).

## Достижения

### Командные
«ЦСКА»
- Бронзовый призёр чемпионата Таджикистана (1): 2021

### Личные
- Вратарь сезона в чемпионате Таджикистана: 2021[12][13]